# Sint-Gillishospitaal
Het Sint-Gillishospitaal is een voormalig hospitaal en gasthuis in het centrum van de Nederlandse stad Maastricht. Het rijksmonument ligt aan de Hoogbrugstraat in het stadsdeel Wyck.

## Geschiedenis
Het Sint-Gillishospitaal werd voor het eerst vermeld in 1286, als Hospitalis Beati Egidij in Wic, vernoemd naar de zalige Egidius de Eremiet, ook Sint-Gillis genaamd, een van de veertien zogenaamde noodhelpers. Het hospitaal was eigendom van het Onze-Lieve-Vrouwekapittel en werd namens het kapittel geleid door een provisor, een geestelijke die tevens de taak had om op zon- en feestdagen de mis te lezen in de kapel en aan de omwonenden catechismusles te geven. In feite functioneerde de kapel als een kerspelkapel. Provisors waren onder anderen Renerus (genoemd in 1296) en Gerardus genoemd Seltere (ca. 1301). In 1586 werden de augustijnen benaderd om de bediening van de kapel over te nemen, maar dezen weigerden.

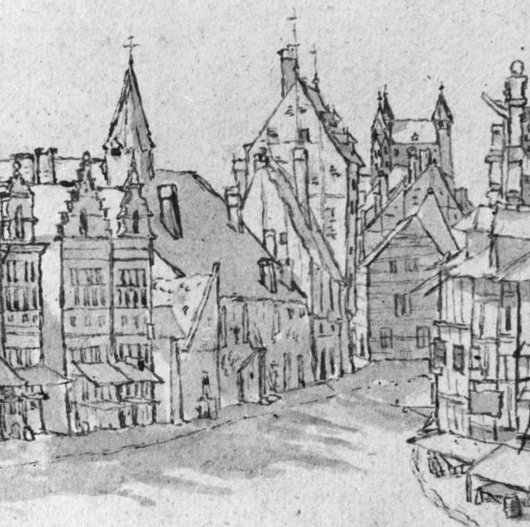
De Hoogbrugstraat in 1669. Midden links het Sint-Gillishospitaal met dubbele bouwlaag, hoog opgaand dak, dakruiter en wachthuisje. Op de achtergrond de Onze-Lieve-Vrouwekerk. Tekening toegeschreven aan Valentijn Klotz.

Het hospitaal werd in 1610 voor militaire doeleinden gevorderd door het stadsbestuur. Het diende voortaan als Hoofdwacht voor Wyck. Na 1632 is deze wacht geheel door het Staatse garnizoen in gebruik genomen. Op een tekening uit 1669, toegeschreven aan de militair ingenieur Valentijn Klotz, is een wachthuisje te herkennen, hetgeen de militaire functie bevestigt. Het woongedeelte (met dubbele bouwlaag) was in gebruik als wachtlokaal, leefruimte voor de soldaten, en bureau en onderkomen voor het hoofd van de wacht. De kapel diende in 1731 (en mogelijk al eerder) als slaapzaal voor de soldaten. Een verzoek van het kapittel aan de magistraat om het beheer terug te krijgen ten behoeve van de eredienst, had in 1742 niet direct effect. Na herhaalde rekesten in 1745 en 1753 aan de magistraat en commissarissen-decisseurs werd het Sint-Gillishospitaal in 1757 alsnog met een gunstige beschikking van het stadsbestuur teruggegeven aan het kapittel. Het werd verbouwd in 1762 en daarna bestemd voor veertien arme vrouwen, die katholiek moesten zijn en door het kapittel werden aangewezen. Ieder kreeg een eigen kamer, een luxe in die tijd in de bejaardenzorg, en wekelijks een geldbedrag en een hoeveelheid kolen toebedeeld.
Na de opheffing van het kapittel in 1797 nam het Bureau de Bienfaisance (Bureau van Weldadigheid) het beheer over. Door de ontdekking van verschillende aan het 'conventje' toebehorende domeinen, werd de financiële positie versterkt. In deze jaren moet de bouwvallige kapel zijn gesloopt, waardoor de capaciteit van het pand kon worden uitgebreid van 12 naar 24 vrouwen, die minimaal zestig jaar oud moesten zijn. Zij zorgden zelf voor hun huishouding, onder leiding van een der bewoonsters. Ook werd toen of later in het meest linkse gedeelte een kamer ingericht als kleine, inpandige kapel. De gevelsteen boven de ingang van het voormalige hospitaal, waarop Sint-Gillis was afgebeeld, werd door de Fransen afgebikt.
Na de Franse Tijd kwam het Sint-Gillishospitaal aan het Burgerlijk Armbestuur. Over de verdere bewoningsgeschiedenis is weinig bekend, behalve dat er oude vrouwen woonden. In 1920 werden er woonvertrekken en een privaat ingericht op zolder. Het tehuis is omstreeks 1960 opgeheven, waarna het complex werd gerestaureerd. Vanaf 1979 wordt het particulier bewoond als één woning. Het is niet duidelijk of de Stichting Sint-Gillisgasthuis, die zich volgens de statuten van 1983 tot doel stelt financiële hulp te verlenen aan bejaarde personen in geestelijke of materiële nood, nog iets met het gebouw te maken heeft. Het complex is sinds 1966 geklasseerd als rijksmonument.

## Beschrijving
Het huidige Sint-Gillishospitaal is waarschijnlijk in 1762 en 1795-1797 gebouwd, maar bevat mogelijk nog oudere elementen. Het eigenlijke hospitaal, het rechterdeel, heeft nu een langgerekte, symmetrische gevel van één bouwlaag. Aan weerszijden van de ingang bevinden zich drie raampartijen met hardstenen kruiskozijnen en raamomlijstingen. Dit deel bevat vier dakkapellen. Het linkerdeel, te herkennen aan het lagere dak, heeft een asymmetrische gevel met links een deuropening en daarnaast twee vensters, die verder identiek aan de andere vensters zijn. Alle ramen hebben identieke raamluiken. De eenheid van de twee bouwdelen wordt verder versterkt door de ossenbloedkleurige verf waarmee de bakstenen gevel is geschilderd, de doorlopende natuurstenen plint en de min of meer doorlopende kroonlijst.
Boven de ingang van het oudste deel bevindt zich de beschadigde gevelsteen, waarop de contouren van Sint-Gillis zijn te herkennen, inclusief zijn abtenstaf, de mijter en de hinde uit zijn legende.
In de kleine inpandige kapel van het voormalige conventje bevindt zich een marmeren altaar met een achttiende-eeuws(?) beeld van Sint-Egidius. Tijdens de 'Wieker Broonk', de jaarlijkse sacramentsprocessie in Wyck, is er een statie ingericht in deze kapel. In de Sint-Martinuskerk in Wyck bevinden zich een relikwie en een zestiende-eeuws beeld van Sint-Egidius. Het is niet bekend of deze afkomstig zijn uit de voormalige kapel van het Sint-Gillishospitaal.

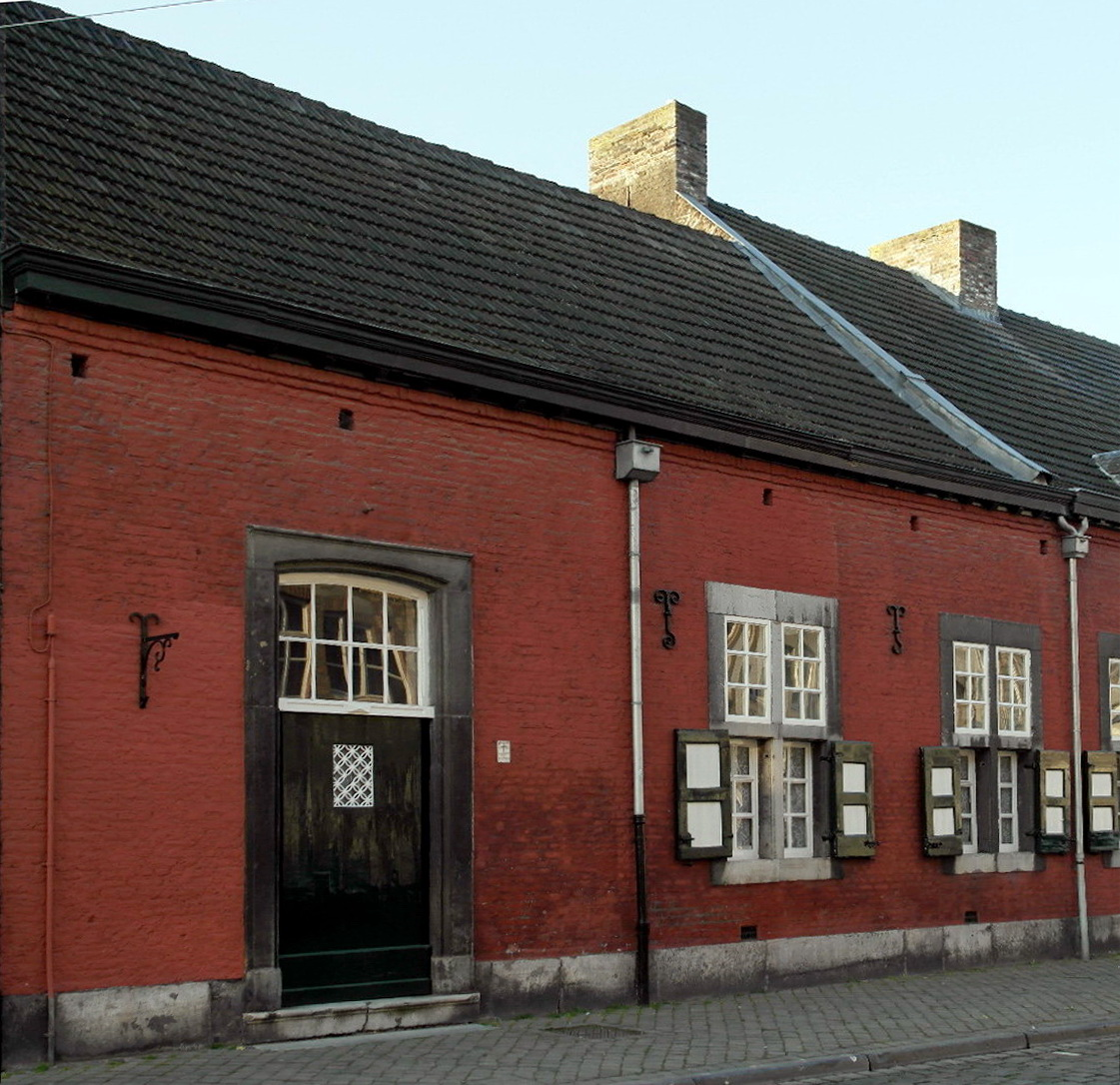
Linker bouwdeel
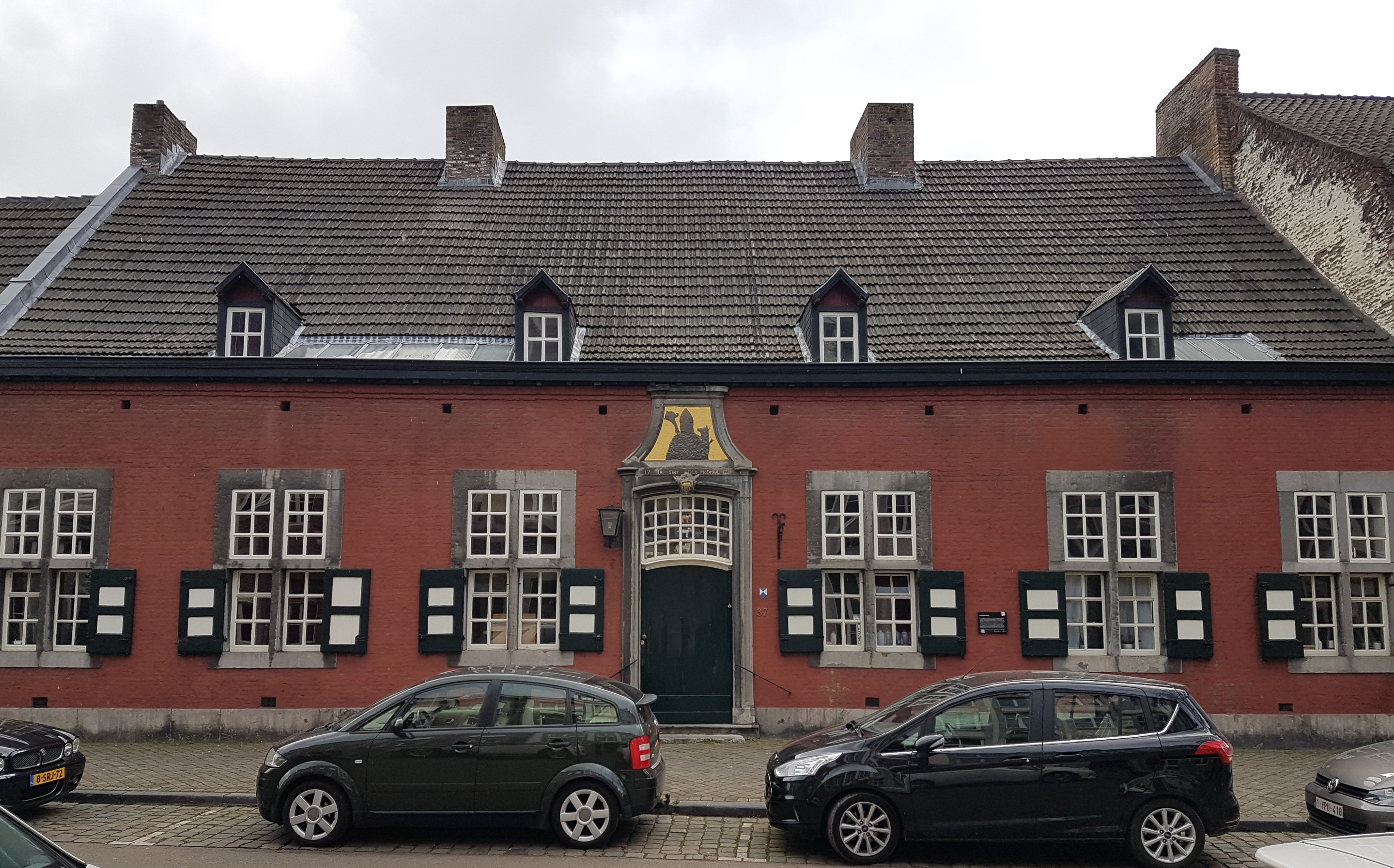
Rechter bouwdeel
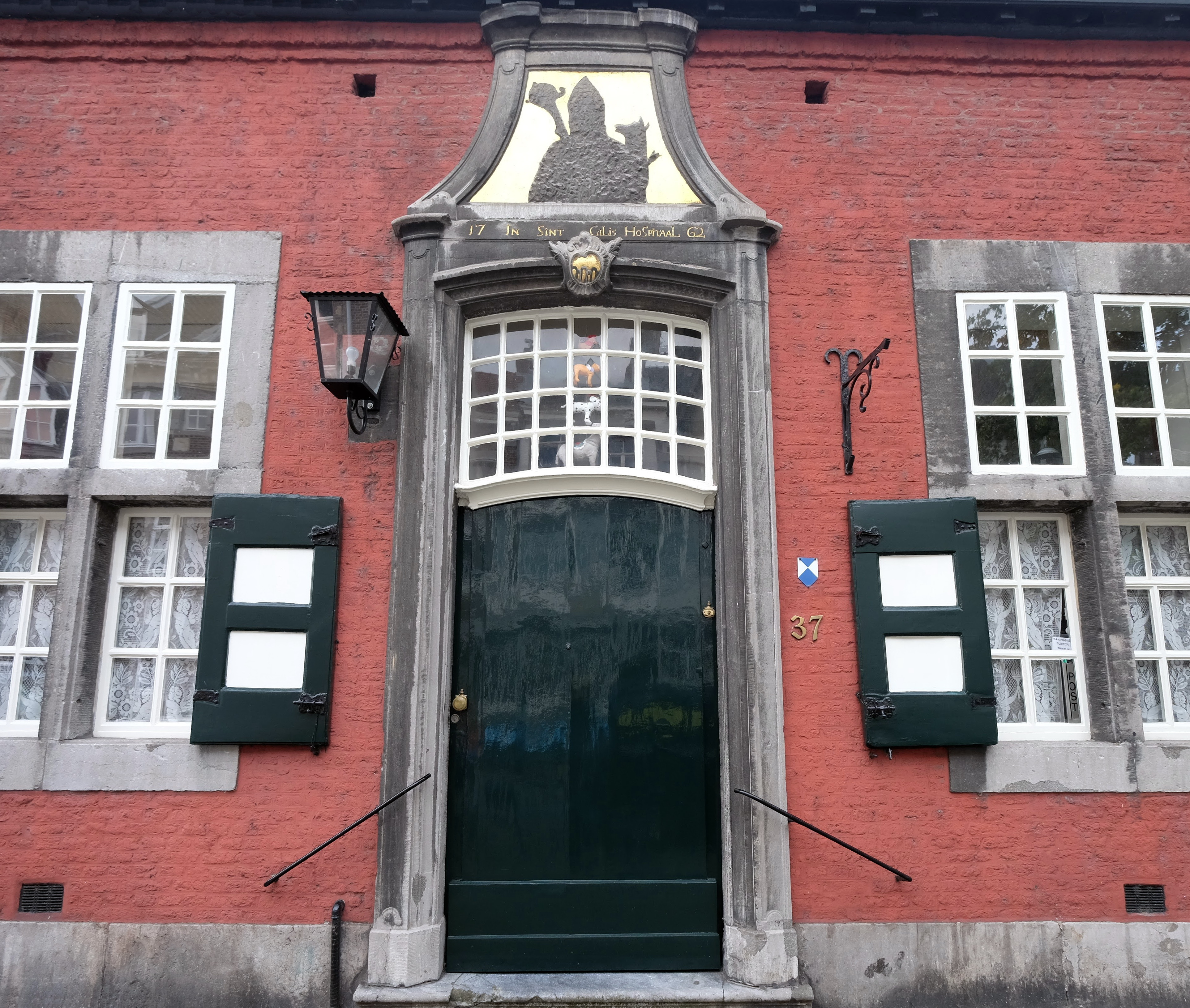
Detail entree
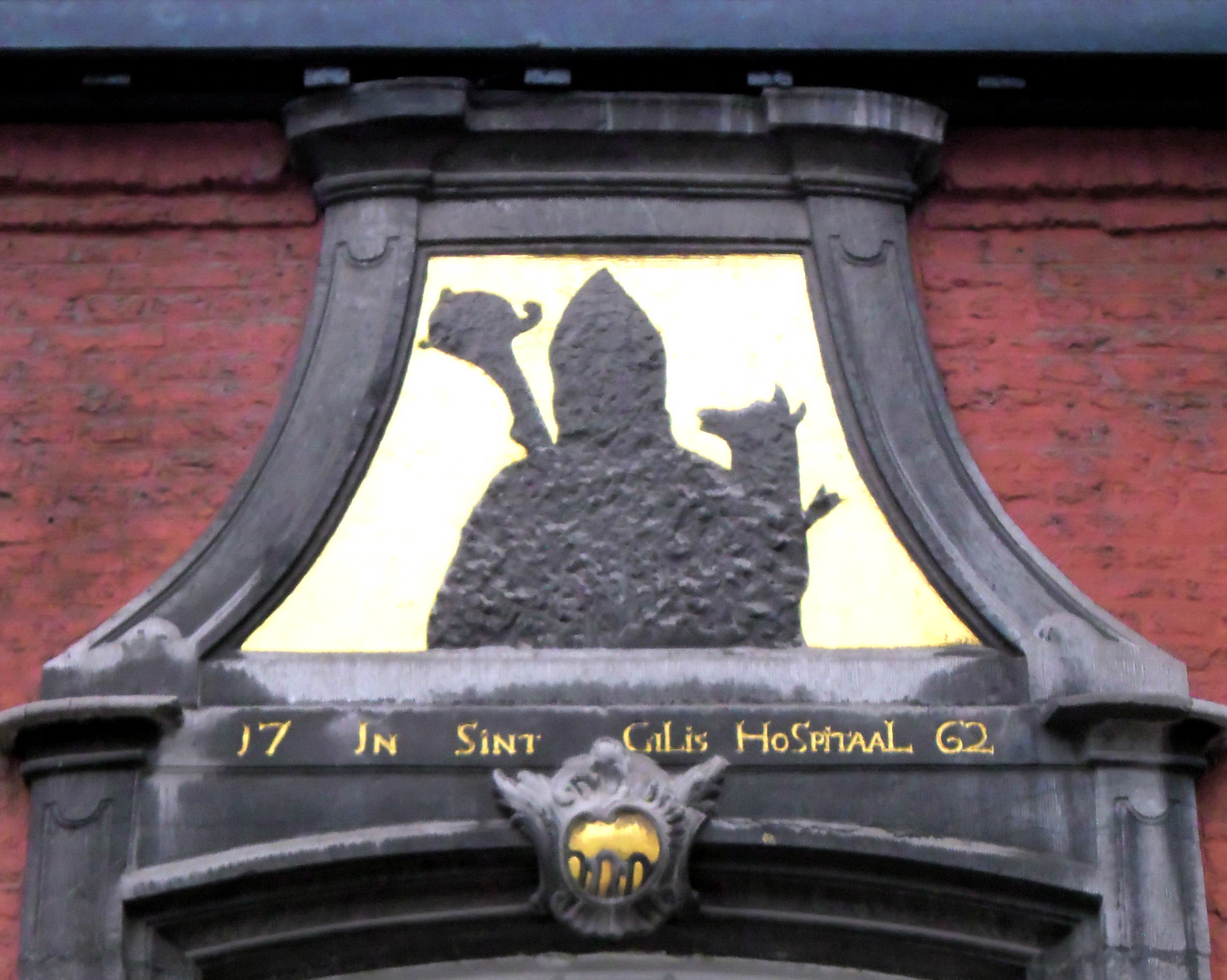
Gevelsteen